# Artemisia arborescens
Artemisia arborescens, im Deutschen Strauch-Beifuß genannt, ist eine Pflanzenart aus der Gattung Artemisia in der Familie der Korbblütler (Asteraceae).

## Merkmale
Artemisia arborescens ist ein Strauch, der Wuchshöhen von 50 bis 100 Zentimeter erreicht. Die Blätter sind ein- bis zweifach fiederschnittig, gestielt, weißfilzig und aromatisch. Der Körbchenstand ist rispig. Die Körbchen sind vielblütig und gelb. Die äußeren Röhrenblüten sind weiblich und besitzen eine fadenförmige Krone. Die inneren Blüten dagegen sind zwittrig mit röhriger Krone. Der Körbchenboden ist behaart. Es ist ein mehrreihiger Hüllkelch vorhanden.
Die Blütezeit reicht von Mai bis August. Es werden Achänen ohne Pappus gebildet.
Die Chromosomenzahl beträgt 2n = 18.

## Vorkommen
Artemisia arborescens, deutsch auch Beifußbäumchen genannt (in der Antike unter anderem auch abrotanum), kommt vom Mittelmeerraum bis Vorderasien vor. Sein Verbreitungsgebiet umfasst die Länder Algerien, Tunesien, Libyen, Portugal, Spanien, Frankreich, Italien, Kroatien, Montenegro, Griechenland, die Türkei, Zypern, Syrien, Libanon, Jordanien und Israel. Die Art wächst auf Ackerrainen, Kalkfelsen und alten Mauern. Auf Kreta ist sie in Höhenlagen von 0 bis 500 Meter anzutreffen.

## Sonstiges
Artemisia arborescens wurde früher auch als Abrotanum femininum („weibliches Abrotanum“) bezeichnet, im Gegensatz zur als Abrotanum masculinum bezeichneten „männlichen“ Art Artemisia abrotanum, der Stabwurz.